# Roger Magini
Roger Magini est un écrivain québécois né en 1945 à Monaco. Il vit au Québec depuis 1967. 

## Récompenses
- 2005 : Prix de la Société des écrivains francophones d'Amérique pour Quenamican.